# CDエナジーダイレクト
株式会社CDエナジーダイレクト（シーディーエナジーダイレクト）は、中部電力ミライズと大阪ガスとが50%ずつ出資し、日本の首都圏で電気・都市ガスを一般の需要家に販売・供給する会社（小売電気事業者・ガス小売事業者）である。公式の略称は、CDエナジー。

## 概要
CDエナジーダイレクトは、2018年（平成30年）4月、中部電力と大阪ガスとが50%ずつ出資して設立した会社である。大手電力会社と大手ガス会社が連携して両社の供給エリア外の家庭用市場に進出した初の事例である。
2022年（令和4年）現在、首都圏で電気と都市ガスの小売を行っており、電気は東京電力パワーグリッドの供給区域（関東地方・山梨県全域・静岡県富士川以東。東京都の島嶼部を除く）の需要家を対象とし、都市ガスは東京ガスネットワーク株式会社（東京ガス子会社）の供給区域（茨城県日立市を除く）などの需要家を対象とする。

## 社名
「CDエナジーダイレクト」のCとDは、challenge（挑戦）とdynamic（動的）の頭文字であるとともに、中部電力（Chuden）のC、大阪ガス（Daigas）のDでもある。この社名には、「新会社が新しい価値の創造に『Challenge』し、『Dynamic』な事業展開を図り、お客さまのご要望に『ダイレクト』にお応えしたい」という思いが込められているという。

## 事業内容
2022年（令和2年）現在、首都圏で電気と都市ガスの家庭向け・法人向け小売供給と、電気・ガスに関連する各種サービスの提供を行っている。
電気は、東京電力パワーグリッドの送配電網により供給するため、同社の供給区域（関東地方の全域・山梨県の全域・静岡県の富士川以東。東京都の島嶼部を除く）内の需要家が供給対象である。
都市ガスは、主に東京ガスネットワーク株式会社（東京ガス子会社）のガス導管網により供給するため、同社の供給区域（関東地方各都県の各一部。茨城県日立市を除く）内などの需要家が供給対象である。
東京ガスネットワークの供給区域内の需要家は、電気・ガスのセット契約が可能である（セット割引あり）。電気のみ・ガスのみの契約も可能である。
家庭向けの電気を契約した場合、電気料金100円につき1ポイントの「カテエネポイント」が付与される。ガス料金にはポイントが付かない。
契約申込み件数は、2019年（令和元年）8月に10万件を突破し、その後、2020年（令和2年）に20万件を突破した。約300万件の契約獲得、2030年頃に首都圏で電気200億kWh、ガス約100万トンの販売を目指す。300万件は、東京電力エナジーパートナーが保有していた契約数の約1割に相当する。
下記の企業がCDエナジーダイレクトの都市ガスを「」内のブランドで取次販売している。下記の企業は全て、電気は自社の小売電気事業として販売している。
- エネアーク関東「エネアークガス」
- コープみらい「コープデリガス」
- 東急パワーサプライ「東急でんき&ガス」
- Looop「Looopでんき+ガス」

## 沿革

### 中部電力・大阪ガスの協力関係
中部電力と大阪ガスとの間の協力の歴史は長い。液化天然ガス（LNG）は、中部電力にとっては火力発電用の燃料であり、大阪ガスにとっては都市ガスの原料である。昭和40年代にLNGの共同調達を始めたのが、両社の関係の始まりであった。2004年（平成16年）には、中部電力の四日市火力発電所（三重県四日市市）と大阪ガスの多賀ガバナステーション（滋賀県犬上郡多賀町）との間を天然ガスパイプラインで結ぶ計画を発表し、電力・ガス業界を驚かせた（「三重・滋賀ライン」として2014年（平成24年）開通）。シェールガス革命により米国で天然ガスの生産が急増し、価格が下がった際は、中部電力・大阪ガス連合が米国産LNGの対日輸出許可第1号（アラスカ州産を除く）を取得した。

### 中部電力・東京電力の協力関係
2011年（平成23年）の福島第一原子力発電所事故により、東京電力の財務が悪化し、同社は設備投資資金を自力で調達することが困難になった。このため、2013年（平成25年）、東京電力常陸那珂火力発電所（茨城県ひたちなか市）の発電設備増設は、中部電力が資金の大半を負担し、中部電力・東京電力が共同して進めることに決定した。これをきっかけに、燃料・火力発電事業における両社の協力関係が生まれ、この関係は、2015年（平成27年）、燃料・火力発電事業における両社の包括提携へと発展した。2017年（平成29年）には、両社の火力発電所・LNG基地を合弁会社JERAに統合する契約が結ばれ、2019年（平成31年）にこれらがJERAに移管される運びとなった。これによって、中部電力は、JERAを通じ、電気・ガスを供給する基盤となる火力発電所・LNG基地を首都圏に保有することとなった。

### CDエナジーダイレクトの誕生
東京電力との燃料・火力発電事業における包括提携により、電気・ガスを供給する基盤を首都圏に持つに至った中部電力であったが、都市ガスの供給には、ガス保安、ガスエンジニアリングなど、ガス会社特有のノウハウが必要であった。そこで、首都圏における電気と都市ガスの販売を、長年、協力関係にある中部電力と大阪ガスとが共同して進めることになった。
電力小売の全面自由化から2年、ガス小売の全面自由化から1年がたった2018年（平成30年）4月、両社は電気・ガスの販売会社として株式会社CDエナジーダイレクトを設立した。資本金17.5億円は、両社が50%ずつ拠出した。初代の代表取締役社長には中部電力出身の小津慎治が、初代の代表取締役副社長には大阪ガス出身の山東要が就いた。約300万件の契約獲得、2030年頃に首都圏で電気200億kWh、ガス約100万トンの販売を目標に掲げた。6月に首都圏で電気・ガスの販売（契約申込の受付）を開始し、8月に供給を開始した。
CDエナジーダイレクトは、大手電力会社と大手ガス会社とが連携して両社の供給エリア外の家庭用市場に進出した日本初の事例である。都市ガス業界紙『ガスエネルギー新聞』は、2018年（平成30年）、CDエナジーダイレクトの設立を「自由化の進展を象徴する出来事」、「ガス業界今年最大のニュースの一つ」と評した。
中部電力と大阪ガスとは、CDエナジーダイレクトを通じ、首都圏でも電気・ガスを供給することになった。これを、東京・大阪・名古屋の三大都市圏をカバーする「中部電力・大阪ガス連合」と捉えて、「ついに日本に全国規模のエネルギー会社ができた」と評する向きもあった。
受付開始から約1年で10万件の契約申込みを獲得し、会社設立から約2年で申込み件数は20万件を突破した。初年度、売上高は97億1800万円で、売上総利益は4億7800万円であったが、販売費及び一般管理費がかさみ、17億1千万円の営業損失であった。2年目（2019年度）の売上高は270億円余り、3年目（2020年度）の売上高は570億円余り と成長している（2020年7月に中部電力・大阪ガスから首都圏の事業の移管を受けた）。

### 年表
- 2018年（平成30年）
  - 2月、中部電力と大阪ガスが共同でCDエナジーダイレクトを設立することを発表[19]。
  - 4月、CDエナジーダイレクト設立[3]。
  - 6月、CDエナジーダイレクトが首都圏で電気・都市ガスの販売（契約申込の受付）を開始[13]。
  - 7月、東急パワーサプライが、CDエナジーダイレクトの取次として、首都圏で都市ガスの販売を開始[20]。
  - 8月、CDエナジーダイレクトが中部電力・大阪ガス両社の首都圏事業の一部を承継[21][22]。電気・都市ガスの供給開始[13]。
- 2019年（令和元年）
  - 9月、コープみらいが、CDエナジーダイレクトの取次として、コープみらいの会員に対し電気・都市ガスの販売を開始[23]。
  - 9月、Looopが、CDエナジーダイレクトの取次として、首都圏で都市ガスの販売を開始[24]。
  - 10月15日、CDエナジーダイレクト初のテレビCMが放映開始。CMには、唐沢寿明と福原遥を起用した。

## 不祥事

### 特定商取引法違反
2023年5月11日、訪問販売の際に勧誘目的と告げず、断った人にも繰り返し勧誘したなどとして、CDエナジーダイレクトと同社の委託先の「3Backs」と「ライフデザイン」 が消費者庁から特定商取引法違反（勧誘目的の不明示など）で6カ月間の訪問販売の業務停止命令を受けた。また、アルツハイマー型認知症の高齢者の自宅を訪問して判断力が不足していることにつけこんで契約を結んだり、契約しない意思を示した人に勧誘を続けたりするなどの行為も確認したという。同社はホームページ上で、「不適切な営業行為の発生原因を検証するとともに再発防止策を策定し、順次実施しております」などとするコメントを掲載した。